# L'Homme qui revient de loin (film, 1950)
Pour les articles homonymes, voir L'Homme qui revient de loin (homonymie).
Pour plus de détails, voir Fiche technique et Distribution.
L'Homme qui revient de loin est un film français réalisé par Jean Castanier, sorti en 1950. Ce film est une adaptation de L'Homme qui revient de loin, un roman de Gaston Leroux paru en 1916. 

## Synopsis
Un homme, après une bagarre, croit avoir tué son cousin, et cache le corps. Le mort n'était qu'évanoui, mais lorsqu'il reprend connaissance, il est devenu amnésique. Lorsqu'elle le revoit, la femme qui l'aimait le prend pour un fantôme.

## Fiche technique
- Titre français : L'Homme qui revient de loin l
- Réalisation : Jean Castanier
- Scénario : Louis Chavance et Paul Guth, d'après le roman éponyme de Gaston Leroux
- Décors : Maurice Colasson
- Costumes : Marcelle Dormoy
- Photographie : Georges Million
- Son : Tony Leenhardt
- Musique : Yves Baudrier
- Montage : Myriam Borsoutsky
- Production : Pierre Gérin
- Société de production : Les Productions cinématographiques
- Pays d'origine :  France
- Format : Noir et blanc - 35 mm - 1,37:1
- Genre : comédie dramatique
- Durée : 90 minutes
- Dates de sortie :   
  - Allemagne de l'Ouest : 7 avril 1950
  - France : 21 juillet 1950

## Distribution
- Annabella : Fanny de la Bossière
- Paul Bernard : Jacques de la Bossière
- Maria Casarès : Marthe Saint-Firmin
- Daniel Lecourtois : le docteur Moutier
- Jacques Servières : André de la Bossière
- Édouard Delmont : Prosper
- France Ellys : Mlle Hélier
- Henri Crémieux : Saint-Firmin, le notaire
- Pierre Duncan
- Michel Seldow
- Solange Sicard
- Claude Garbe